# Berg (Oberstaufen)
Berg (mundartlich: Beərg, uvm Beərg doba) ist ein Gemeindeteil der Marktgemeinde Oberstaufen im bayerisch-schwäbischen Landkreis Oberallgäu.

## Geographie
Der Weiler liegt circa zwei Kilometer westlich des Hauptorts Oberstaufen. Um den Ort herum verläuft die Queralpenstraße B 308.

## Ortsname
Der Ortsname bedeutet (Siedlung an der) Anhöhe.

## Geschichte
Berg  wurde erstmals urkundlich im Jahr 1467 als ab dem Perg  erwähnt.